# 花蓮港庁

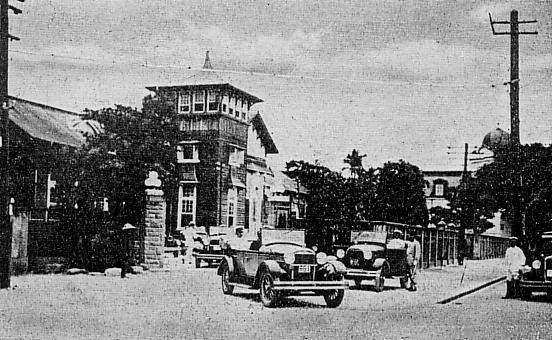
花蓮港庁

花蓮港庁（花蓮港廳、かれんこうちょう）は、かつて台湾の地方行政区分だった五州三庁の一つで、現在の花蓮県にあたる。

## 人口
1941年台湾常住戸口統計より
- 総人口　15万3785人
  - 内訳
    - 内地人　2万914人
    - 台湾人　13万720人
    - 朝鮮人　119人
    - その他　2032人

## 行政区分
- 1945年当時

### 市
| 市       | 現在の行政区分 | 備考 |
| -------- | -------------- | ---- |
| 花蓮港市 | 花蓮市         |      |

### 郡・街庄
| 郡       | 街庄   | 現在の行政区分       | 備考 |
| -------- | ------ | -------------------- | ---- |
| 花 蓮 郡 | 吉野庄 | 吉安郷               |      |
| 花 蓮 郡 | 寿庄   | 寿豊郷               |      |
| 花 蓮 郡 | 研海庄 | 新城郷               |      |
| 花 蓮 郡 | 蕃地   | 秀林郷               |      |
| 鳳 林 郡 | 鳳林庄 | 鳳林鎮、光復郷の一部 |      |
| 鳳 林 郡 | 瑞穂庄 | 瑞穂郷、光復郷の一部 |      |
| 鳳 林 郡 | 新社庄 | 豊浜郷               |      |
| 鳳 林 郡 | 蕃地   | 万栄郷               |      |
| 玉 里 郡 | 玉里街 | 玉里鎮               |      |
| 玉 里 郡 | 富里庄 | 富里郷               |      |
| 玉 里 郡 | 蕃地   | 卓渓郷               |      |

## 花蓮港庁長
- 石橋亨：1909年10月25日-1911年12月4日
- 中田直温：1911年12月4日-1913年11月3日
- 飯田章：1913年11月3日-1919年5月21日
- 宇野英種：1919年5月21日-1920年9月1日
- 江口良三郎：1920年9月1日-1926年12月25日
- 中田秀造：1926年12月25日-1929年9月13日
- 猪股松之助：1929年9月13日-1931年9月11日
- 浅野安吉：1931年9月11日-1932年3月15日
- 今井昌治：1932年3月15日-1933年8月9日
- 森万吉：1933年8月9日-1934年10月
- 政所重三郎：1934年10月-1935年9月2日
- 藤村寛太：1935年9月2日-1938年10月11日
- 高原逸人：1938年10月11日-1941年3月7日
- 広谷致員：1941年3月7日-1942年3月29日
- 稲田穣：1942年3月29日-1943年12月1日
- 慶谷隆夫：1943年12月1日-1944年12月17日
- 加藤重喜：1944年12月17日-1945年8月15日

## 医療
- 台湾総督府鉄道局台北鉄道病院花蓮港分院
- 台湾総督府花蓮港病院
  - 台湾総督府花蓮港病院玉里分院

## 法院（裁判所）
昭和20年（1945年）当時

(審判の行うことの無かったものを「裁判所」とカウントしなかった)（沿革略）
- 台北地方法院花蓮港支部

## 警察
昭和20年（1945年）当時
- 花蓮港庁警務課
  - 花蓮港警察署
  - 花蓮郡警察課
  - 鳳林郡警察課
  - 玉里郡警察課

## 専売局
昭和20年（1945年）当時
- 花蓮港支局（専売局）
  - 花蓮港酒工場

## 気象
昭和17年（1942年）当時
- 花蓮港測候所

## 教育

### 中等教育学校
- 花蓮港庁立花蓮港中学校
- 花蓮港庁立花蓮港高等女学校
- 花蓮港庁立花蓮港工業学校
- 花蓮港庁立花蓮港農林学校

## 鉄道
昭和19年（1944年）の路線

### 総督府鉄道
- 台東線

## 道路
昭和14年（1939年）当時

### 指定道路
- 花蓮港台東道
- 上大和台東道
- 富里都蘭道
- 瑞穂落合道
- 花蓮港初音道
- 初音寿道
- 蘇澳花蓮港道

## 港湾
昭和13年（1938年）当時

### 主要地方港
- 花蓮港（中国語版）

## 神社
- 花蓮港神社
- 吉野神社
- 豊田神社
- 林田神社
- 佐久間神社

## 国立公園
- 次高タロコ国立公園
- 新高阿里山国立公園

## 企業
庁内に本社を有する資本金50万円以上の企業である（昭和7年・1932年当時）

### 製造業
- 花蓮港木材

### 電気業
- 花蓮港電気

## マスメディア

### ラジオ放送局
昭和20年（1945年）8月当時
- 台湾放送協会花蓮港放送局（呼出符号JFEK）

### 日本語新聞
昭和7年（1932年）当時
- 東台湾新報